# 조지프 사이두 모모
조지프 사이두 모모(영어: Joseph Saidu Momoh, 1937년 1월 26일 시에라리온 북부주 빙콜로 ~ 2003년 8월 3일 기니 코나크리)는 시에라리온의 정치인이다.
북부주 빙콜로(Binkolo) 출신이며 시에라리온 육군 소장으로 복무한 경력을 갖고 있다. 1985년 11월 28일에 시에라리온의 대통령으로 취임했지만 시에라리온 내전이 진행 중이던 1992년 4월 29일에 일어난 쿠데타로 인해 축출되면서 기니로 망명하게 된다.